# Emil Eyermann

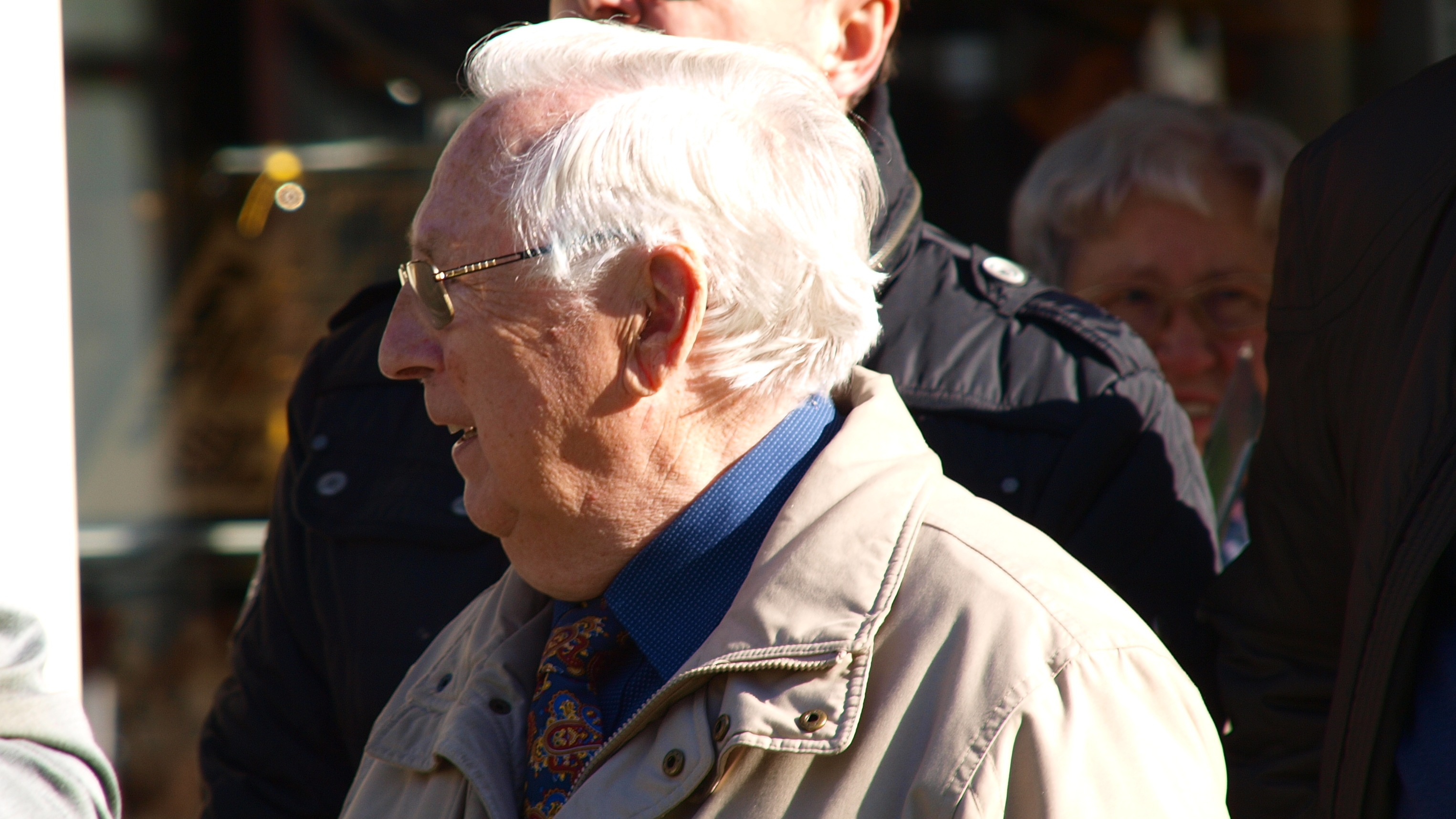
Emil Eyermann (2015)

Emil Raymond Eyermann (* 21. September 1938 in Boulange in Elsaß-Lothringen) war von 1984 bis 1997 Bürgermeister der Stadt Hennef (Sieg).

## Leben
1944 zog Emil Eyermann nach Hennef. Er erlernte den Beruf des technischen Kaufmanns.

### Parteiarbeit
1962 trat Eyermann in die CDU ein. 1971 bis 1984 war er Geschäftsführer.

### Politik

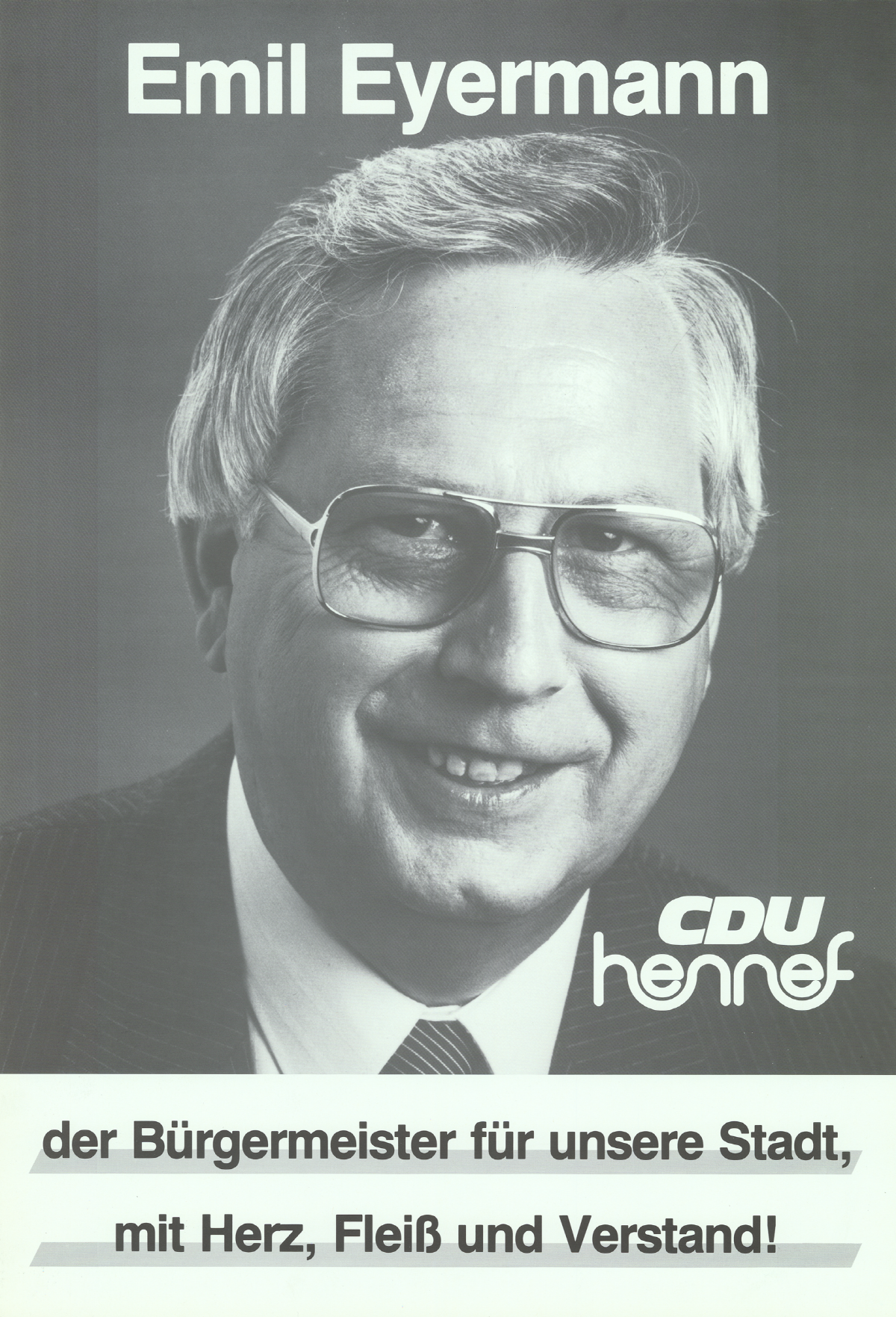
Wahlplakat zur Kommunalwahl 1989

Von 1969 bis 2004 war Eyermann Mitglied des Hennefer Rates. 1979 wurde er stellvertretender Fraktionsvorsitzender, bis er 1984 Bürgermeister von Hennef wurde. Von 1997 bis 2004 war er stellvertretender Bürgermeister. Von 1999 bis 2014 war er Mitglied im Kreistag des Rhein-Sieg Kreises und hier in verschiedenen Ausschüssen tätig.

### Soziales Engagement
Von 1980 bis 2001 war Eyermann stellvertretender Geschäftsführer des DRK-Kreisverbandes und von 1995 bis 2005 Vorsitzender des Fördervereins des Mutter-Kind-Hauses. Ab 2001 war er Präsident des Uckerather Sportclubs, 2005 wurde er außerdem Hauptschöffe am Amtsgericht Siegburg. Er leitete den Verwaltungsrat der Sparkasse Hennef von 1989 bis 2004.

## Ehrungen
Nachdem Emil Eyermann bereits 1990 den Verdienstorden erhalten hatte, wurde ihm am 12. März 2009 von Regierungspräsident Hans Peter Lindlar die Erhöhung 1. Klasse überreicht.
Aufgrund seines Amtes als Bürgermeister und seiner Bürgernähe erhielt er den Spitznamen "Emil Överall".

## Privatleben
Emil Eyermann ist verheiratet, hat zwei Kinder und lebt in Köschbusch.